# Precious Memories
Precious Memories è un album in studio del cantante di musica country statunitense Alan Jackson, pubblicato nel 2006.

## Tracce
1. Blessed Assurance – 1:56 (Phoebe P. Knapp, Fanny J. Crosby)
2. Softly and Tenderly – 3:17 (Will L. Thompson)
3. I Love to Tell the Story – 2:53 (William G. Fischer, Katherine Hankey)
4. When We All Get to Heaven – 1:44
5. 'Tis So Sweet to Trust in Jesus – 1:52
6. In the Garden (C. Austin Miles) – 2:54
7. Are You Washed in the Blood? – 1:15
8. I'll Fly Away (Albert E. Brumley) – 2:13
9. What a Friend We Have in Jesus (Charles Converse, Joseph Scriven) – 2:16
10. Standing on the Promises – 1:35
11. Turn Your Eyes Upon Jesus (Helen H. Lemmel) – 3:47
12. Leaning on the Everlasting Arms – 1:34
13. The Old Rugged Cross (George Bennard) – 3:06
14. How Great Thou Art (Stuart Hine) – 3:32
15. I Want to Stroll Over Heaven with You (Dale Dodson) – 3:06